# 한델스방켄
한델스방켄(Handelsbanken)은 시가총액 기준으로 스웨덴 2위의 은행이다. 2008년 금융위기 이후 북유럽과 독일, 영국에서 빠르게 성장하며, 결정권 대부분을 지점 관리자들에게 맡기는 복고적 사업모델이 주목받았다. 블룸버그가 선정한 '세계에서 가장 튼튼한 은행' 순위에서 2011년 2위, 2012년 10위를 차지했다.